# 1763 en France
Chronologie de la France
- 1759
- 1760
- 1761
- 1762
- 1763
- 1764
- 1765
- 1766
- 1767

Cette page concerne l’année 1763 du calendrier grégorien.

## Événements
- 10 février : traité de Paris (qui met fin à la guerre de Sept Ans) : la France cède à la Grande-Bretagne le Canada, une partie de la Louisiane, la vallée de l’Ohio, la Dominique, Tobago, la Grenade, le Sénégal et son empire des Indes. Fin du premier espace colonial français[1]. La défaite française est due à son appareil étatique, politique, administratif, militaire et naval moins coûteux et moins efficient que ses rivales, la Grande-Bretagne et la Prusse[2]. La fiscalité relativement douce permet cependant un facile retour vers l’essor économique. Le commerce colonial reprend malgré la perte de l’Inde et du Canada, porté par la vitalité de Saint-Domingue[3].
- Février : le diplomate François-Michel Durand de Distroff propose au comte de Broglie un projet secret de débarquement en Angleterre. Louis XV donne son accord, et le chevalier d’Eon, initié au secret par une lettre du roi datée du 3 juin, est nommé ministre plénipotentiaire à Londres le 3 juillet pour étudier le projet. Le marquis de La Rozière est chargé de reconnaître les côtes anglaises. Le projet est abandonné à la suite des manœuvres du chevalier d’Eon et de sa rivalité avec le comte de Guerchy[4].
- 7 mars : le Conseil d’État fait appel du jugement du parlement de Toulouse au sujet de l’Affaire Calas[5].

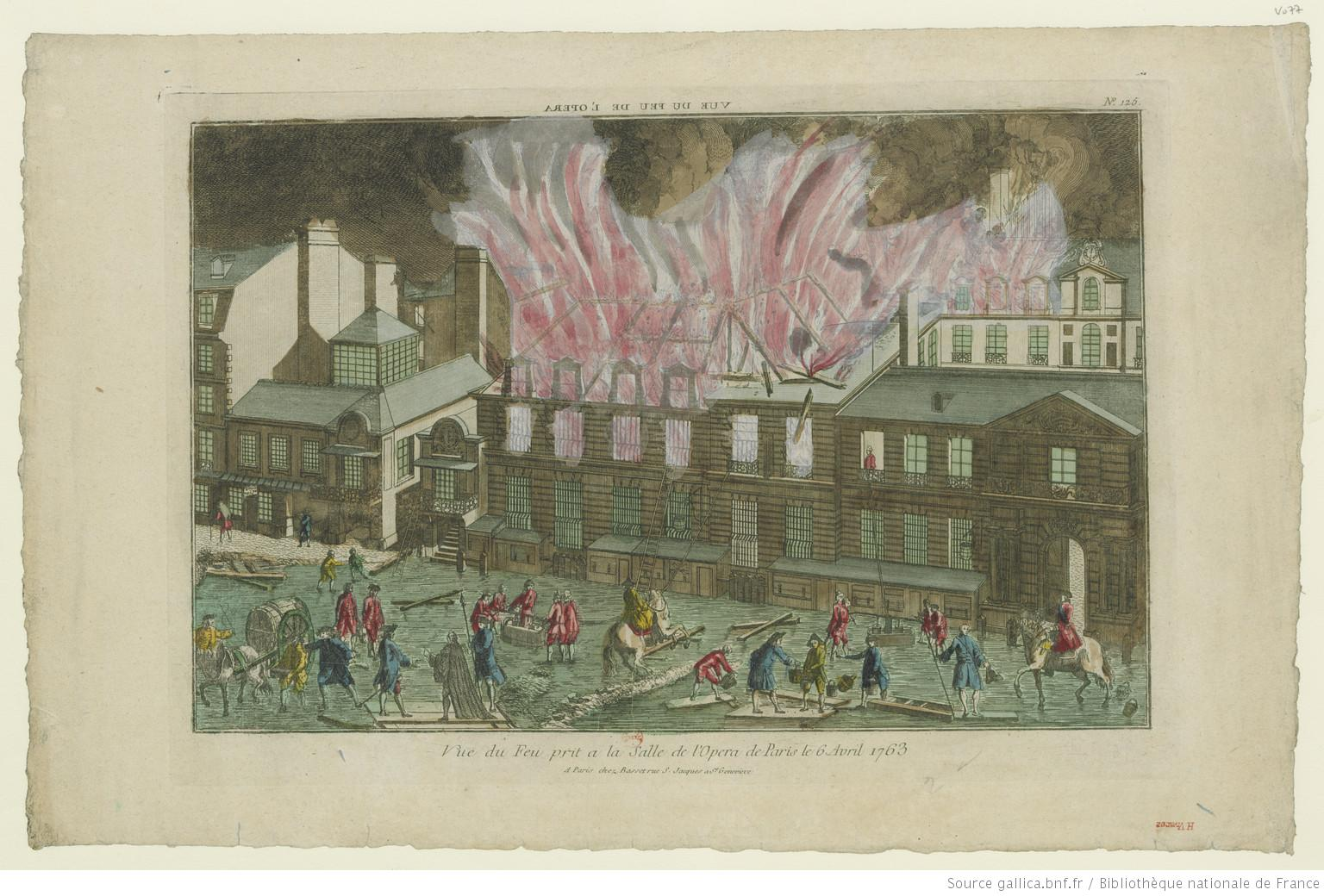
Vue du feu qui prit à la salle de l'Opéra de Paris le 6 avril 1763

- 6 avril : incendie du théâtre du Palais-Royal à Paris. Il est transféré dans la Salle des Machines du Palais des Tuileries[6].
- 13 avril : édits portant sur la prorogation du troisième vingtième et le doublement de la capitation. Ordonnance du cadastre général du royaume[7]. Le contrôleur général Bertin propose un cadastre général à la mode languedocienne, qui frapperait les privilégiés. Il se heurte à la résistance unanime des parlements, notamment en Bretagne, qui en refusent l’enregistrement malgré les « lits de justices » répétés.
- 24 avril : édit rétablissant le centième denier sur les immeubles fictifs[7].
- Avril : un édit décide le remboursement d’une partie des dettes de l’État par tirage au sort[7].

- 25 mai : déclaration concernant la libre circulation des grains dans le royaume[7].
- 6 juin : lit de justice en présence du prince de Condé pour l’enregistrement des mesures du mois d’avril par la cour des aides. Remontrances de la cour qui annule la séance. Elle les renouvelle 23 juillet (elle réclame des états généraux) et le 9 août[7].
- 18 juin : Bertin adresse une enquête générale auprès des intendants provinciaux au sujet du cadastre[7].

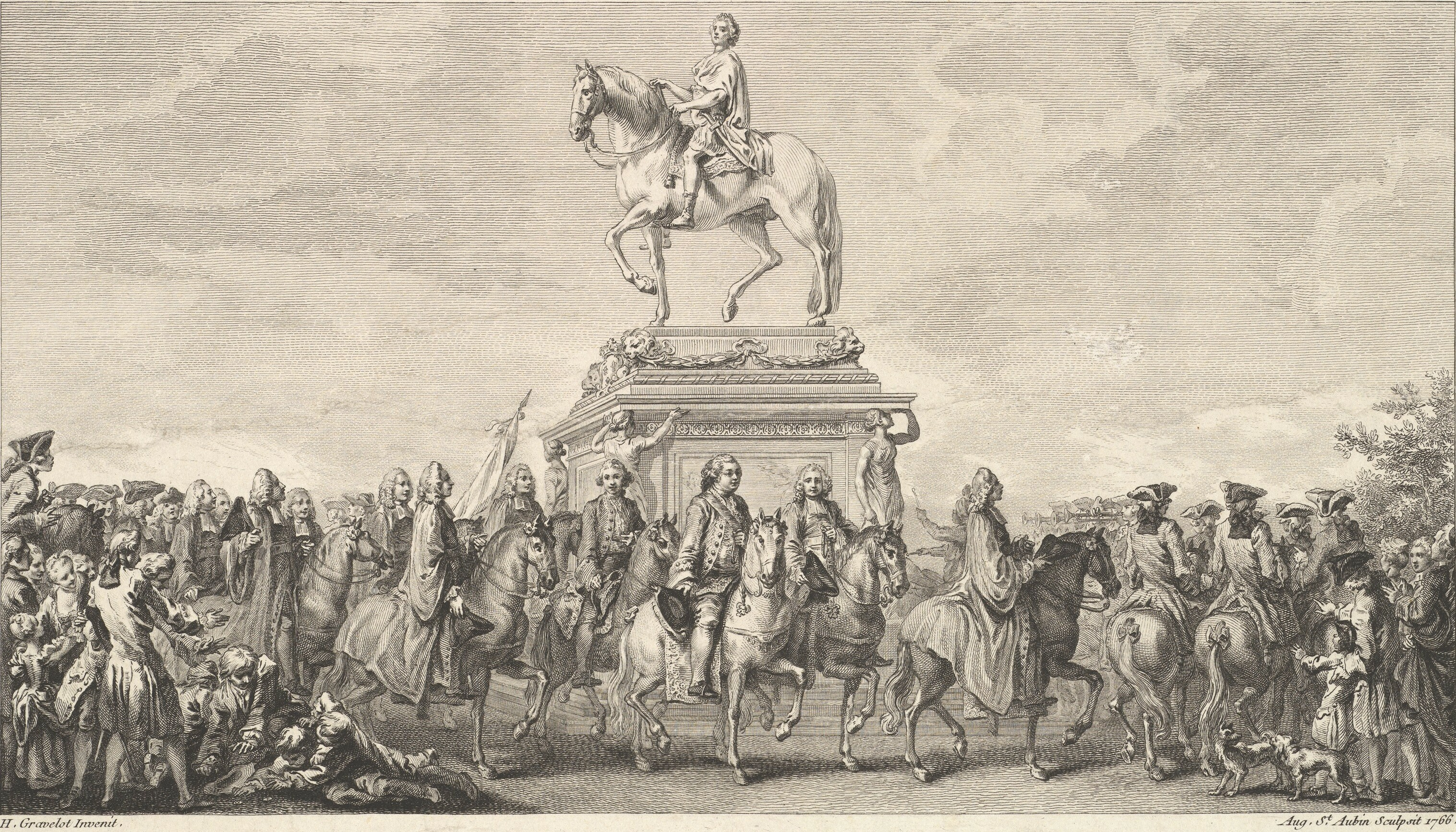
Inauguration de la statue équestre de Louis XV, gravure d’Augustin de Saint-Aubin.

- 20 juin : inauguration place Louis XV de la statue équestre du roi réalisée par Bouchardon, érigée sur son piédestal le 23 février[8].
- 30 juin : une lettre circulaire du duc de Choiseul, ministre de la Marine, interdit toute nouvelle arrivée en métropole de Noirs, esclaves ou libres, et demande le retour aux colonies avant le 15 octobre de tous les esclaves résidant en France ; le ministre déplore que « le nombre des esclaves s'est augmenté si fort en France, qu'il en est résulté un sang-mêlé, qui se multiplie tous les jours, par la communication qu'ils ont avec les Blancs ». L’ordre est abrogé dix jours plus tard[9].

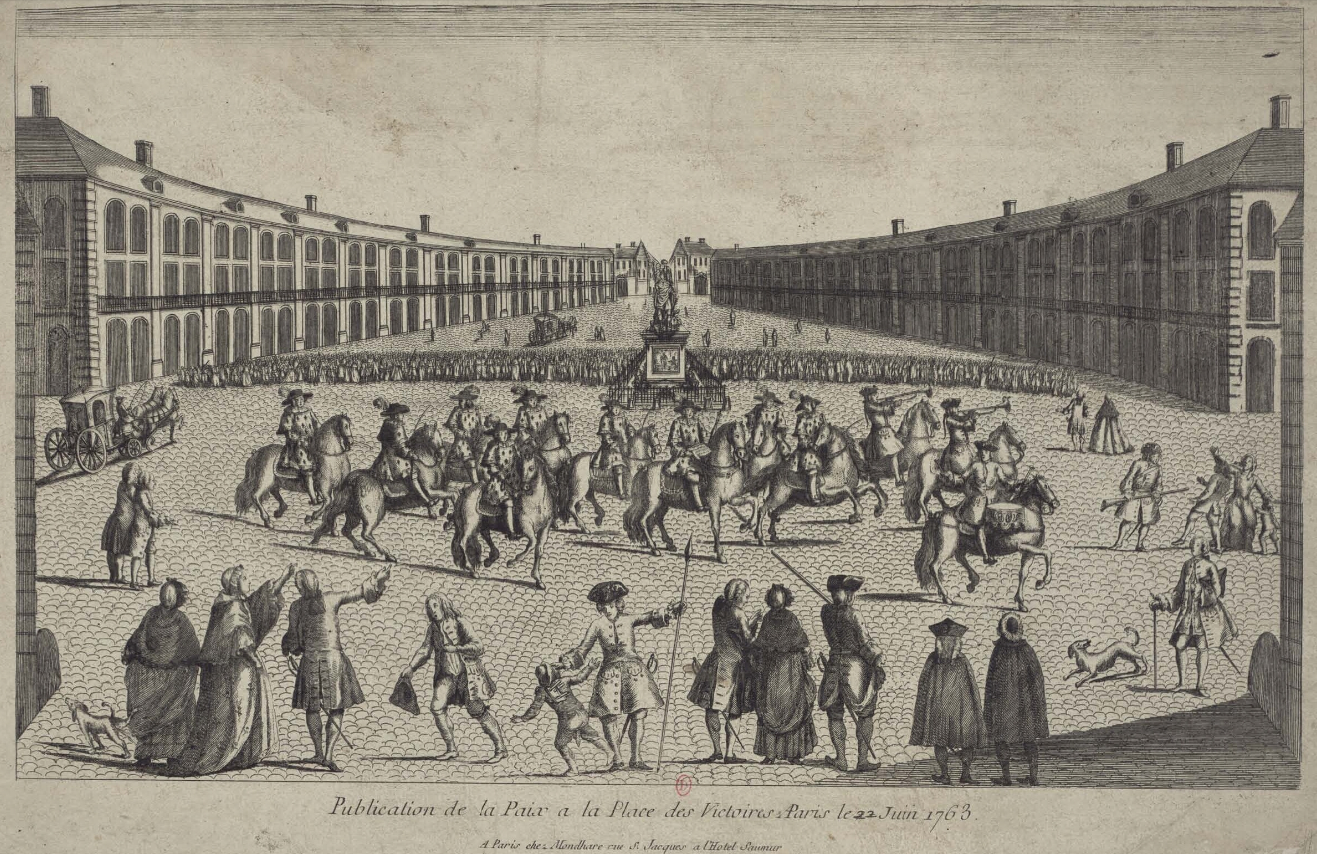
Publication de la Paix à la Place des Victoires à Paris le 22 juin 1763.

- 4 septembre : le roi entame une procédure d’enregistrement forcé de l’édit du 13 avril par la cour des aides[7].
- 3 octobre : disgrâce de Lamoignon et démission de Feydeau de Brou[10]. Le 9 octobre, René-Charles de Maupeou devient vice-chancelier et garde des Sceaux (fin en 1768)[11].
- 12 octobre : René Nicolas de Maupeou (1714-1792) est nommé premier président du parlement de Paris[12].
- 18 novembre : séjour de la famille Mozart à Paris (fin le 10 avril 1764)[13].
- 21 novembre : déclaration relative au cadastre général, la liquidation et le remboursement des dettes de l’État. Le roi retire l’édit du 13 avril. Tous les règlements concernant le cadastre doivent être soumis à l’approbation des cours souveraines. La perception d’un centième denier sur les immeubles fictifs (mutations de rentes et d’offices) est abandonnée. Le premier vingtième est reporté au 1er janvier 1768. Les cours sont invitées à donner leurs idées en matière de finances. Un sixième sol pour livre est établi sur les droits d’entrée dans Paris et sur le sel et le tabac. Le don gratuit des villes est prorogé pour cinq ans à partir de 1765[7].
- Novembre : Voltaire sort son livre, Traité sur la tolérance sur l’affaire Jean Calas exécuté en 1762. L’ouvrage, interdit, est diffusé sous le manteau[5].
- 12 décembre : Bertin quitte le contrôle général[7]. L’Averdy, un janséniste, remplace. Bertin obtient un secrétariat d’État taillé à sa mesure afin de couvrir le secteur économique. La fin de la guerre permet de remettre l’alourdissement des impôts et la mise en place du cadastre.
- 20 décembre : le premier convoi de l'expédition de Kourou conduit par l'intendant Chanvalon, parti de Rochefort le 14 novembre, arrive à Cayenne[14] ; 9 000 colons environ, hommes, femmes et enfants, débarquent en Guyane entre décembre 1763 et février 1765. Ils sont décimés par les maladies et les mauvaises conditions de vie[15].
- 23 décembre : première ordonnance de L’Averdy assouplissant provisoirement le commerce des grains de province à province[16].